# An Eye for an Eye (film 1913 Nestor)
An Eye for an Eye è un cortometraggio muto del 1913 prodotto dalla Nestor. Il nome del regista non viene riportato nei credit.

## Trama
Tom Kirby e Buck Edwards sono due cercatori d'oro, soci nello scavo di una miniera, un lavoro estremamente faticoso che mette entrambi a dura prova. Quando però arriva il momento di andare a registrare la concessione, Buck spara al compagno e, lasciandolo come morto, monta a cavallo per recarsi in città dove potrà mettere a suo nome i documenti. In paese, dice a tutti che il socio si è ucciso per la disperazione di quel lavoro lungo e difficile. Il minatore si mette anche a far la corte a una ragazza che accetta di buona grazia le sue attenzioni.
Tom, però, non è morto: intinto un dito nel proprio sangue, scrive sul cavallo che è rimasto al campo: "il mio socio mi ha ucciso". Quando il cavallo viene trovato, gli abitanti del paese si mettono alla ricerca di Tom, gravemente ferito ma ancora vivo. Viene portato in città e Buck, messo davanti alla sua vittima,  confessa il delitto: per punizione, verrà portato nel deserto e lasciato lì.

## Produzione
Il film fu prodotto dalla Nestor Film Company.

## Distribuzione
Distribuito dall'Universal Film Manufacturing Company, il film - un cortometraggio di una bobina - uscì nelle sale cinematografiche USA il 16 maggio 1913.